# Rockingham Rebels
I Rockingham Rebels sono stati una squadra di football americano di Rockingham, in Gran Bretagna. Fondati nel 1985, hanno vinto un titolo BAFF. Hanno chiuso nel 1995.

## Dettaglio stagioni

### Tornei

#### Tornei nazionali

##### Campionato

###### Budweiser League Premier Division
| Stagione | regular season | regular season | regular season | regular season | regular season | regular season | playoff | playoff | playoff | playoff | playoff | playoff   | playoff    |
|          | Vin            | Par            | Per            | Tot            | PF             | PS             | Vin     | Per     | Tot     | PF      | PS      | risultato | avversaria |
| -------- | -------------- | -------------- | -------------- | -------------- | -------------- | -------------- | ------- | ------- | ------- | ------- | ------- | --------- | ---------- |
| 1987     | 6              | 0              | 4              | 10             | 173            | 102            | -       | -       | -       | -       | -       | -         | -          |
| Totale   | 6              | 0              | 4              | 10             | 173            | 102            | -       | -       | -       | -       | -       |           |            |

Fonti: Enciclopedia del Football - A cura di Roberto Mezzetti

## Palmarès
- 1 titolo BAFF (1985)